# Astragalus macropetalus
Astragalus macropetalus är en ärtväxtart som beskrevs av Alexander Gustav von Schrenk. Astragalus macropetalus ingår i släktet vedlar, och familjen ärtväxter. Inga underarter finns listade i Catalogue of Life.